# 贾光乡
贾光乡，是中华人民共和国河北省保定市容城县下辖的一个乡镇级行政单位。

## 行政区划
贾光乡下辖以下地区：
贾光村、南后台村、北后台村、城子村、沟市村、东四庄村、西四庄村、高家庄村、张楚营村、刘家庄村、西张楚村、东张楚村和王家庄村。